# Бедные родственники (2012)
Бедные родственники — российский многосерийный фильм, выпущенный в 2012 году. Режиссером сериала выступил Роман Просвирин. 

Премьерный показ сериала состоялся в эфире телеканала  "Россия 1" с 11 по 19 декабря 2012 года

## Сюжет

##### 1 серия
Москва. 1954 год. Молодая девушка Серафима Красина, москвичка по происхождению, возвращается в родной город. Родители Серафимы были репрессированы, и девушка провела детские годы в деревне. Не имея родных в столице, Серафима приходит в коммунальную квартиру, в которой когда-то жила, однако комната оказывается занята: теперь в ней проживает вышедшая на пенсию правительственная стенографистка и машинистка Кира Петровна Калитвенцева, которая соглашается приютить девушку на некоторое время. Из-за происхождения ("дочь врагов народа") Серафиму не принимают в училище, и проникнувшаяся к ней симпатией Кира Петровна обучает её работе стенографистки. Вскоре Серафима получает первую работу - пожилой большевик, герой Социалистического труда Тимофей Кузьмич Бондарев собирается издать книгу воспоминаний. Так, девушка оказывается на летней даче Бондаревых. 
Несмотря на высокий статус и материальный достаток, жизнь в семье наполнена склоками и взаимными претензиями: Ирина Бондарева не может найти общего языка с женой старшего брата Людмилой, а Михаил Бондарев занимается живописью и погружен в себя, не желая искать работу. Женская половина семьи Бондаревых, во главе с супругой Тимофея Кузьмича Оксаной Григорьевной, воспринимает Серафиму как прислугу, чем навлекает еще большее раздражения Тимофея Кузьмича, и без того уставшего от инфантильности и ленности домашних. Между тем, работа над книгой воспоминаний Бондарева-старшего начинается успешно, Серафима проявляется старательность. Однако по пути домой она становится жертвой ограбления и утрачивает часть рукописи. Тимофей Кузьмич принимает решение: на время работы над книгой Серафима останется жить на даче Бондаревых.

##### 2 серия
Поселившись в доме Бондаревых, Серафима преодолевает встретившие её холодность и враждебность со стороны домочадцев. Тимофей Кузьмич расспрашивает девушку о её родителях и проникается сочувствием. Здоровье Тимофея Кузьмича становится все хуже: семейный врач Бондаревых Юрий Иванович Лисицын предупреждает Ирину, что в скором времени её отец может умереть. У Ирины появляется ухажер: немолодой вдовец Аркадий Итунин, человек прагматических взглядов, который быстро её соблазняет. Ирина просит мать повлиять на отца, чтобы тот написал завещание и разделил свои имущество поровну между всеми детьми. Лара, дочь Александра и Людмилы, переживает первую любовь и страдает от ревности к молодому человеку Андрею. В это же время, к Кире Петровне приезжает её племянник Кирилл. Между Кириллом и Серафимой сразу же завязывается симпатия.  

##### 3 серия
Постепенно отношение к Серафиме в доме Бондаревых меняется: Лара проникается к ней доверием и делится своими секретами. Михаил покупает у соседки икону и увлекается живописью на религиозные сюжеты, чем очень расстраивает свою мать, опасающуюся за сына. Аркадий знакомится с семьей Бондаревых, однако семья, во главе с Тимофеем Кузьмичем, принимает его очень прохладно: всем очевидны его прагматические расчеты в отношении брака с Ириной. Между тем, Ирина убеждает отца, что брак с Аркадием сделает её счастливой, и Тимофей Кузьмич смягчается. Оксана Григорьевна просит его написать завещание. Кирилл проваливает вступительные экзамены в институт, однако убеждает Серафиму, что все равно найдет способ остаться в Москве. Серафима поддается его ухаживаниям, и Кириллу удается её соблазнить. Во время сильной грозы и проливного дождя Тимофей Кузьмич просит у Серафимы прощения, чувствую причастность к аресту и расстрелу её родителей, после чего умирает. Серафима возвращается в Москву, где узнает о случившемся в её отсутствие: Кирилл обворовал Киру Петровну, похитив её сбережения, и скрылся.

##### 4 серия
Серафима узнает, что после случившегося Кира Петровна находится в больнице в тяжелом состоянии. Более того, Кира Петровна уверена, что Серафима - сообщница Кирилла, а потому больше не желает её знать. Следователь допрашивает девушку и раскрывает подробности личности Кирилла: парень не первый раз вступает в конфликт с законом и даже не собирался поступать в институт. Старший по коммунальной квартире Тарас Иванович напоминает Серафиме, что в отсутствие Киры Петровны она не может долго проживать в её комнате. Девушка тщетно пытается найти работу, но получает отказ, так как не имеет московской прописки. К тому же она понимает, что беременна от Кирилла. 
Семья Бондаревых, переживающая траур, охвачена паникой: выясняется, что Тимофей Кузьмич внес в завещание Серафиму, оставив ей свой кабинет. Домашние предлагают разные варианты: подделать завещание, откупиться от девушки или убедить её отказаться от наследства. Однако Оксана Григорьевна принимает иное решение: она убеждает Михаила начать ухаживать за Серафимой. Михаил делает Серафиме предложение, несмотря на её признание в том, что она ожидает ребенка. В то же время истерзанная ревностью к Андрею Лара ломает ногу и попадает в больницу, откуда вскоре сбегает.

##### 5 серия
1959 год. Серафима по-прежнему подрабатывает стенографисткой и воспитывает сына, названного Петрушей. Семья Бондаревых испытывает материальные трудности: Михаил остается "свободным художником", не имея постоянного заработка. Несмотря на то, что Серафима уже давно стала частью семьи, домашние по-прежнему воспринимают её как прислугу. У Людмилы и Александра рождается еще одна дочь - Елена, после чего Людмила начинает испытывать проблемы со здоровьем. Лара встречается с Андреем, отношения молодых людей продолжают развиваться. На даче Бондаревых идет ремонт: Аркадий предлагает перестроить дом, но встречает сопротивление остальных домочадцев. В их отношениях с Ириной намечается кризис: Ирина хочет завести ребенка, однако Аркадий находит предлоги, чтобы избежать этого. К Бондаревым приезжает родственник: племянник Тимофея Кузьмича Вениамин. Серафима навещает Киру Петровну: пожилая женщина продолжает таить обиды, считая Серафиму воровкой. Увидев сына Серафимы, Петрушу, Кира Петровна понимает, что отцом ребенка является вовсе не Михаил Бондарев, а её племянник Кирилл. Пожилая женщина шантажирует этим фактом Серафиму, требуя вернуть ей 8 тысяч рублей. 

##### 6 серия
Аркадий пытается вернуть Ирину, однако она непримирима и желает с ним развестись. Михаил отказывается устраиваться на работу, напоминая Серафиме, чьего ребенка воспитывают Бондаревы. Оксана Григорьевна занимает сторону сына. Вымученная попытка Михаила найти заказ по специальности упирается в необходимость отправиться на работу далеко за пределы Москвы и вступить в партию. Семейный врач Бондаревых Лисицын сообщает Александру печальные известия: у Людмилы обнаружен рак. Устроив для жены торжественный вечер в ресторане, Александр сообщает ей об этом. Семья провожает Людмилу в больницу, наконец достигнув согласия и примирения. Несмотря на всеобщий оптимизм, Оксана Григорьевна предчувствует скорую кончину невестки. Между Ларой и Вениамином, несмотря на наличие родства, возникает симпатия.

##### 7 серия
Отношения Лары и Вениамина становятся серьезными: молодые люди тайно встречаются на даче. Девушка пытается разрывает отношения с Андреем, однако молодой человек не хочет с этим примиряться. Юноша снимает квартиру, чтобы уединиться с Ларой, однако та не приходит на свидание. Расстроенный и обиженный Андрей вступает в связь с проституткой Алиной. Ирина, отчаявшись родить своего ребенка, решает обратиться в органы опеки для усыновления. Михаил, преодолев сомнения, решает отправиться на комсомольскую стройку в тайгу на 3 месяца, вместе с активной комсомолкой Женей. Писатель Костин, постоянный клиент Серафимы, предлагает ей хорошо оплачиваемую работу, но недвусмысленно намекает на возможность неформальных отношений. Серафима категорически отказывается. В квартиру Киры Петровны возвращается её племянник Кирилл, отсидевший срок в тюрьме. Несмотря на былые обиды, Кира Петровна принимает племянника и сообщает ему о сыне.

##### 8 серия
Кирилл приходит к Серафиме и предлагает ей уехать вместе с ребенком из Москвы. Проведя день в раздумьях, Серафима решает принять его предложение, но Оксана Григорьевна срывает её планы. Александр обращается в издательство, куда была передана рукопись воспоминаний Тимофея Кузьмича, однако получает отказ в издании книги: в своих мемуарах Бондарев-старший активно критиковал политику Никиты Хрущева, поэтому публикация мемуаров невозможна. Ирина сближается с Дмитрием Пироговым, сотрудником органов опеки. Она сообщает Аркадию, что любит другого мужчину. Однако вскоре Пирогов разрывает отношения с Ириной: он женат и не хочет предавать жену.  Тем временем, болезнь Людмилы усиливается, ей предстоит серьезная операция. Александр проводит ночь накануне операции в палате, рядом с женой. Во время операции Людмила умирает. Терзаемая сомнениями Оксана Григорьевна посещает Киру Петровну, и та раскрывает ей правду об отце Пети. Лара понимает, что беременна от Вениамина, однако ее опасения оказываются ложными. Серафима, согласившаяся поддержать Лару на приеме у врача, узнает там о своей беременности. 

##### 9 серия
1964 год. У Серафимы родилась дочь Полина, ставшая новой любимицей Оксаны Григорьевны. А вот Петя впадает у бабушки в немилость. Ирина вновь сошлась с Аркадием и ждет от него ребенка. Аркадий наконец-то реализует свои планы по перестройке семейной дачи: приглашенная им бригада рабочих начинает строительство флигеля. Один из плотников бригады, Алексей, смущает Бондаревых своим развязным поведением и делает недвусмысленные намеки Серафиме. Лара замужем за Андреем, однако брак не приносит ей счастья: она не любит своего мужа. Андрей регулярно посещает проститутку Алину, ставшую его любовницей. Серафима продолжает навещать Киру Петровну, их разногласия остались в прошлом. Кира Петровна сообщает Серафиме, что Кирилл вновь отбывает срок. Михаил ошарашивает семью своим внезапным возвращением: теперь он живет с Женей, от которой у него родилась дочь Наташа.

##### 10 серия
Женя рассказывает об успехах Михаила: он успешно вступил в коммунистическую партию и добился успехов, став известным художником. Теперь же Михаил вновь готовится к отъезду: он и Женя собираются на полгода в Югославию. Михаил просит домочадцев временно приютить у себя их с Женей дочь Наташу. Александр упрекает младшего брата в долгом отсутствии и безучастности к судьбе Симы и её детей, однако Михаил раскрывает ему правду: Петя не его сын, а Серафиму он спас от позора, женившись без любви. Александр занимает сторону Серафимы.  
Плотник Алексей, не добившись взаимности от Серафимы, переключает своё внимание на Женю и в первую же ночь вступает с ней в интимную связь. Наутро их застает Серафима, после чего Женя без объяснений убеждает Мишу спешно уехать с дачи Бондаревых. Кроме того, Алексей учит юного Петю игре в карты: мальчик быстро делает успехи и проникается игрой. По настоянию Оксаны Григорьевны, Аркадий увольняет Алексея, и тот покидает дачу Бондаревых. Ирина не может совладать со своими чувствами: она испытывает отвращение к своему мужу Аркадию, несмотря на предстоящее вскоре рождение их общего ребенка. Она признается Серафиме, что все еще любит Пирогова.  
Лара посещает концерт Александра Галича и знакомится с экстравагантным поэтом Сэмом, которому, однако, не удается соблазнить девушку. 

##### 11 серия
Александр с дочерьми отправляется в летний отпуск на море. Лара переживает за отца: со смерти Людмилы прошло уже больше 5 лет, а Александр все еще сторонится других женщин. Она сводит его с известной певицей Дарьей Колосковой, которая также отдыхает на курорте вместе со своим мужем. Выясняется, что Александр и Дарья давно знакомы: между ними в прошлом зародилось чувство, которое не вылилось в отношения из-за преданности Александра Людмиле. Былые чувства вспыхивают вновь, Дарья и Александр проводят ночь вместе. Наутро муж Дарьи, генерал Егор Скрыпник, уличивший жену в измене и терзаемый обидой и ревностью, предпринимает неудачную попытку застрелиться.
Серафима беспокоится за воспитание Петруши и отправляет его на лето в пионерский лагерь. В лагере Петруша быстро приобретает авторитет среди сверстников благодаря виртуозной игре в карты. 
Оксана Григорьевна обрадована новостью: по соседству получил дачу Устин Никифорович Демидко, бывший советский посол в Монголии, давний друг и сослуживец Тимофея Кузьмича. Встреча старых знакомых проходит очень тепло: Устин Никифорович вспоминает, что был очень влюблен в Оксану Григорьевну в молодости, но не смог отбить её у Бондарева. Он обещает ей прочесть рукопись воспоминаний Тимофея Кузьмича и посодействовать в издании книги.

##### 12 серия
Демидко очень резко отзывается о мемуарах Бондарева-старшего: биографическая часть воспоминаний вовсе не уникальна и скучна, а размышления Тимофея Кузьмича о партии и главе государства Никите Хрущеве глупы и крамольны. Обиженная Оксана Григорьевна пытается отстоять авторитет покойного супруга, но в ходе пререканий Устин Никифорович рассказывает ей, что Тимофей Кузьмич вовсе не был образцовым мужем и честным коммунистом: много лет назад во время работы в Алма-Ате он три года изменял жене со стенографисткой. В это же время Кира Петровна рассказывает Серафиме, что в своих мемуарах Бондарев вовсе не был откровенен: он сохранил отношения с женой лишь потому, что та якобы угрожала ему заявлением в партком, которое могло бы поставить крест на его карьере. Узнав от Серафимы, что именно Кира Петровна в свое время прислала девушку в дом Бондаревых, Оксана Григорьевна понимает, что Кира Петровна и была той самой стенографисткой, с которой ей изменял муж. Она отправляется к ней для выяснения отношений, но обнаруживает Киру Петровну в бессознательном состоянии: пожилую женщину разбил инсульт.  
Андрей сообщает Ларе, что отправляется по долгу службы на 2 года в горячую точку. Расстроенная Лара спешно возвращается в Москву. У Ирины начинаются преждевременные роды. Во время схваток она кричит Аркадию, что ненавидит его и просит навсегда уйти. В пионерском лагере Петя еще больше увлекается картами. Во время игры на желание, он загадывает одному из пионеров переплыть широкую реку: для подростка это испытание оказывается непосильным, и он тонет. После произошедшего смена в лагере оказывается закрыта досрочно, Петя возвращается домой: правда об обстоятельствах гибели пионера не открылась. 

##### 13 серия
1968 год. Ирина потеряла ребенка, после чего развелась с Аркадием. Благодаря своему другу Владимиру Николаевичу Сизову, Оксана Григорьевна добивается, чтобы Киру Петровну перевели из больницы в престижный Дом ветеранов в Переделкино. После инсульта пожилая машинистка прикована к инвалидному креслу. Оксана Григорьевна уверена, что Кира Петровна потеряла способность к речи, но это оказывается лишь притворством со стороны женщины, не желающей выяснять отношения. В Переделкино Оксана Григорьевна встречает Аду Львовну Кубареву, супругу одного из сослуживцев Тимофея Кузьмича. Оксана Григорьевна решает свести Александра с дочерью Ады Львовны, Анной. Повзрослевший Петя приобретает все больше вредных привычек: начинает курить и увлекается спиртным. 
После очередного многолетнего отсутствия Михаил вновь возвращается в Москву. Он расстался с Женей: она вышла в Югославии замуж и не интересуется судьбой их дочери Наташи, которую воспитывает Серафима. Сам же Михаил открывает в Москве мастерскую: он состоялся как художник и пишет портреты номенклатуры на заказ. Кроме того, он начинает новые отношения с искусствоведом Ксенией. 

##### 14 серия
Идея Оксаны Григорьевны увенчивается успехом: Александр увлекается Анной, и они вместе отправляются на летний отдых. Кроме того, к Анне проникается симпатией Лена, младшая дочь Александра, которая не находит понимания с семьей. Отношения Аркадия и Ирины после развода становятся более спокойными: бывшие супруги простили друг другу прошлые обиды. В Москву вновь возвращается Кирилл: он сбежал из тюрьмы. Несмотря ни на что, Серафима принимает его и соглашается на время отсутствия родственников предоставить ему укрытие в их квартире. Внезапно вернувшийся с дачи Петя обнаруживает дома Кирилла и сперва приняв его за грабителя наносит ему ножевое ранение. Раненный Кирилл сообщает Пете, что он его отец. 
Серафима сообщает Кире Петровне, что книга воспоминаний Тимофея Кузьмича так и не издана. Пожилая стенографистка упрекает Серафиму в том, что та долгие годы терпит давление со стороны Оксаны Григорьевны и семьи Бондаревых, но все же решает помочь в издании книги. 

##### 15 серия
Кира Петровна, пользуясь прошлыми связями в органах, находит возможность издать мемуары Бондарева. Сотрудник комитета госбезопасности Антон Брызгалов навещает её в Доме ветеранов, отмечая былые заслуги стенографистки, обещает помочь с книгой и оставляет свой номер телефона. Кира Петровна передает этот номер Серафиме, с условием, что Оксана Григорьевна больше не должна приезжать к ней в Переделкино. Петя возвращается домой после недельного отсутствия в состоянии сильного алкогольного опьянения. Утром он жалуется бабушке на то, что не получил мужского воспитания, а мать была слишком занята домашними делами и не уделяла ему должного внимания. Оксана Григорьевна заступается за Серафиму и признается внуку, что всегда гордилась ей, хоть и не показывала этого открыто. Оправившийся после ранения Кирилл вновь исчезает, оставив Серафиме лишь записку. Анна проводит отпуск с Александром и Леной. На курорте она встречает своего любовника Роберта: становится ясно, что женщина вовсе не намерена порвать со своим прошлым и сохранять верность Александру. 
После концерта в консерватории Ирина случайно встречает Дмитрия Пирогова с приемным сыном Артемием. Между ними, несмотря на ревность Артемия к отцу, вновь возникают чувства. Ирина приглашает Дмитрия с сыном в гости, однако Артемий симулирует болезнь, чтобы сорвать визит. 
Лара получает долгожданное письмо от Андрея, однако её радость оказывается преждевременной: письмо оказывается"похоронкой". 

##### 16 серия
Лара очень тяжело переживает гибель Андрея: лишь после его смерти она понимает, на сколько сильными были чувства между ними. Она винит себя в гибели мужа. Серафима передает Оксане Григорьевне номер телефона Антона Брызгалова, но та отказывается принять помощь от Киры Петровны. Вновь устремившись в Переделкино, Оксана Григорьевна наконец-то добивается разговора с Кирой Петровной: устав от притворства, та признается, что просто не хотела вступать в неприятный диалог. Пожалев пожилую женщину, для которой память о покойном муже очень дорога, Кира Петровна заверяет Оксану Григорьевну, что никогда не состояла в отношениях с Тимофеем Кузьмичем и даже не была с ним близко знакома. Ирина вновь встречается с Пироговым: после объяснения, они наконец-то вступают в отношения. Однако Дмитрий не уверен, что Ирина сможет поладить с Артемом: мальчик с детства подвергался насилию со стороны биологических родителей и очень недоверчив к окружающим. Он сообщает сыну, что им было бы лучше уехать из Москвы в Краснодар. 
Петя вновь сбегает из дома и попадает в воровской притон. Несмотря на алкогольное опьянение, он виртуозно обыгрывает собравшихся в карты, однако его обвиняют в шулерстве. За парня вступается Кирилл, оказавшийся в этом же притоне. Завязывается драка, в ходе которой бандиты применяют огнестрельное оружие.
Александр замечает, что Анна стравливает Лену с двоюродными сестрами: Полиной и Наташей. Кроме того, Анна относится к Серафиме откровенно как к прислуге. Сомнения Александра усиливаются, когда он случайно слышит, как Анна обвиняет Серафиму в неравнодушии к Александру, от чего та вовсе не отпирается. После звонка из милиции, Александр и Серафима устремляются туда: пьяный Петя задержан в притоне, его разрешают забрать домой. Между Александром и Серафимой происходит объяснение, в ходе которого они признаются, что уже много лет скрывают любовь друг к другу.
Сага завершается сценой, в которой Кира Петровна иронично просит прощения у Тимофея Кузьмича Бондарева, глядя на их совместную фотографию в молодости, после чего сжигает её.
Финал саги остается, во многом, открытым: неизвестно, как в дальнейшем сложились отношения между Ириной и Дмитрием Пироговым; что произошло с Кириллом, и как сложились его дальнейшие отношения с Петей; как восприняли в семье Бондаревых открывшуюся любовь между Серафимой и Александром; была ли издана книга воспоминаний Тимофея Кузьмича. 

## В ролях
| Актёр               | Роль                                                                                 |
| ------------------- | ------------------------------------------------------------------------------------ |
| Анастасия Балякина  | Серафима Красина                                                                     |
| Василий Лановой     | Тимофей Кузьмич Бондарев, глава семейства                                            |
| Ирина Купченко      | Оксана Григорьевна Бондарева, супруга Тимофея Кузьмича                               |
| Алексей Зубков      | Александр Бондарев, старший сын Тимофея Кузьмича и Оксаны Григорьевны                |
| Дарья Грачева       | Людмила, супруга Александра                                                          |
| Мария Астахова      | Лара, дочь Александра и Людмилы (в 13 лет)                                           |
| Анастасия Веденская | Лара, дочь Александра и Людмилы                                                      |
| Агриппина Стеклова  | Ирина Бондарева, дочь Тимофея Кузьмича и Оксаны Григорьевны                          |
| Сергей Барковский   | Аркадий Итунин, ухажер, а впоследствии муж Ирины                                     |
| Иван Добронравов    | Михаил Бондарев, младший сын Тимофея Кузьмича и Оксаны Григорьевны                   |
| Татьяна Кузнецова   | Кира Петровна Калитвенцева, бывшая правительственная машинистка, наставница Серафимы |
| Роман Курцын        | Кирилл, племянник Киры Петровны                                                      |
| Борис Смолкин       | Юрий Иванович Лисицын, семейный врач Бондаревых                                      |
| Сергей Серов        | Иван Михайлович ("Михалыч"), водитель Александра Бондарева                           |
| Алексей Лапин       | Петя Бондарев, сын Серафимы (в детстве)                                              |
| Иван Оранский       | Петя Бондарев, сын Серафимы (в юности)                                               |
| Илья Сологуб        | Петя Бондарев, сын Серафимы                                                          |
| Валерий Баринов     | Владимир Николаевич Сизов, главврач Дома ветеранов                                   |
| Алексей Ярмилко     | Иван Петрович, врач-онколог                                                          |
| Игорь Ясулович      | Устин Никифорович Демидко, друг Тимофея Кузьмича                                     |
| Денис Жариков       | Андрей, ухажер, а впоследствии муж Лары (в 14 лет)                                   |
| Денис Васильев      | Андрей, ухажер, а впоследствии муж Лары                                              |
| Павел Вишняков      | Вениамин, племянник Тимофея Кузьмича                                                 |
| Тамара Сёмина       | Ада Львовна                                                                          |
| Екатерина Никитина  | Анна, дочь Ады Львовны                                                               |
| Анатолий Кощеев     | Тарас Иванович, сосед Киры Петровны по коммунальной квартире                         |
| Галина Стаханова    | соседка Киры Петровны по коммунальной квартире                                       |
| Андрей Селиванов    | Сергей Сергеевич Костин, писатель                                                    |
| Андрей Заводюк      | Дмитрий Сергеевич Пирогов, сотрудник органов опеки                                   |
| Наталья Смолина     | Ольга Денисовна, секретарь Александра                                                |
| Михаил Богдасаров   | Валерьян Константинович, директор издательства                                       |
| Елена Дубровская    | Алина, проститутка, любовница Андрея                                                 |
| Александр Пашков    | Алексей, плотник на даче Бондаревых                                                  |
| Таисия Ручковская   | Женя Гудкова, инструктор райкома комсомола, гражданская жена Михаила                 |

## Съемочная группа
- Режиссер-постановщик - Роман Просвирин
- Сценаристы - Юсуп Разыков, Майя Шаповалова
- Оператор-постановщик - Ольга Ливинская
- Художник-постановщик - Юлия Чарандаева
- Композитор - Евгений Скрипкин
- Исполнительный продюсер - Наталья Григорьева
- Продюсер - Ирина Смирнова
- Продюсер пост-продакшн - Дмитрий Бейнарович

## Интересные факты
- Василий Лановой и Ирина Купченко, исполнившие в сериале роли супругов Тимофея Кузьмича и Оксаны Григорьевны Бондаревых, действительно были супругами с 1972 года и до самой смерти Ланового в 2021 году
- Действие сериала происходит в интервале более 14 лет и разделено на 4 временных этапа: 1954, 1959, 1964, 1968 годы. На этом фоне упоминаются многие исторические события: передача Хрущевым Крыма УССР (1954), развенчание культа личности И.В. Сталина (1956), отправка в отставку Н.С. Хрущева (1964), гибель Юрия Гагарина (1968) и др.